# Francesc Orteu
Francesc Orteu (Lerida, 1963) es un filósofo, escritor y guionista catalán. Como guionista ha colaborado en programas cómo Pasta Gansa, Les Tres Bessones, Persones humanes o El Capità enciam. Ha publicado varios libros, incluyendo Doctor Soler: conflictes avançats de la parella (Cuadernos Quema, 1997) y Petita Enciclopèdia Catalana (Cuadernos Quema, 1998). Colabora o ha colaborado con medios cómo l’Avui, el Diari Ara, Catalunya Ràdio i RAC1.

## Publicaciones
- Doctor Soler: conflictes avançats de la parella (Quaderns Crema, 1997)
- Petita Enciclopèdia Catalana (Quaderns Crema, 1998)
- Per què no llegeixo? (Ara llibres, 2003)[4]
- Economia corporal (A contravent, 2009)[5]
- Pensa, manifest inquietant a favor de la ignorància (Catedral, 2017)[6]